# Sam Jacobson
Samuel Ryan "Sam" Jacobson (Cottage Grove, Minnesota; 22 de julio de 1975) es un exjugador de baloncesto estadounidense que jugó tres temporadas en la NBA, además de jugar en el continente europeo. Con 1,93 metros de estatura, jugaba en las posiciones de escolta y alero.

## Trayectoria deportiva

### Universidad
Jacobson asistió a la Universidad de Minnesota, ayudando a los Golden Gophers a llegar hasta la Final Four de la NCAA de 1997 en su año júnior y al campeonato de la National Invitation Tournament una temporada después. Con 1.709 puntos, Jacobson dejó la NCAA como el quinto máximo anotador de la historia de Minnesota, con 5 puntos más que el miembro del Hall of Fame Kevin McHale. Fue incluido en dos ocasiones en el segundo mejor quinteto de la Big Ten Conference. Además, durante su carrera universitaria anotó 173 triples, segundo máximo en la historia de los Golden Gophers y con un 36.5% en sus cuatro años, y robó 131 balones, octavo en la lista histórica.

### Profesional
Seleccionado en la 26.ª posición del Draft de la NBA de 1998 por Los Angeles Lakers, se perdió la mayor parte de su primera temporada después de fracturarse un dedo izquierdo en su debut en la liga. Solo pudo disputar 12 minutos en 2 partidos, y en la siguiente temporada fue cortado tras tres encuentros. Posteriormente fichó por Golden State Warriors, donde jugó 49 partidos y promedió 5 puntos por noche. La campaña 2000-01 fue su última en la liga, regresando a casa para jugar en Minnesota Timberwolves. Previamente pasó por el Olympiakos de Grecia, aunque no llegó a jugar.
Tras dejar la NBA probó suerte en el Andrea Costa Imola italiano y en el Cholet francés, donde promedió 18.7 puntos y 7.2 rebotes en 19 partidos.

## Estadísticas de su carrera en la NBA

### Temporada regular
| Temporada | Edad | Equipo       | Liga | P  | TIT | MIN  | TC  | TCA | %TC  | 3P  | 3PA | %3P  | TL  | TLA | %TL   | R.OF. | R.DEF. | REB | ASIS | ROB | TAP | PER | FP  | PTS |
| 1998-99   | 23   | L.A. Lakers  | NBA  | 2  | 0   | 6.0  | 1.5 | 2.5 | .600 | 0.0 | 0.5 | .000 | 1.0 | 1.0 | 1.000 | 0.0   | 1.5    | 1.5 | 0.0  | 0.0 | 0.0 | 0.5 | 1.0 | 4.0 |
| 1999-00   | 24   | TOTAL        | NBA  | 52 | 5   | 13.1 | 2.1 | 4.1 | .509 | 0.2 | 0.5 | .375 | 0.6 | 0.8 | .732  | 0.5   | 0.9    | 1.4 | 0.6  | 0.6 | 0.1 | 0.6 | 2.2 | 4.9 |
| 1999-00   | 24   | L.A. Lakers  | NBA  | 3  | 0   | 6.0  | 1.7 | 3.0 | .556 | 0.0 | 0.0 |      | 0.0 | 0.7 | .000  | 0.0   | 0.3    | 0.3 | 0.7  | 0.3 | 0.0 | 0.7 | 0.3 | 3.3 |
| 1999-00   | 24   | Golden State | NBA  | 49 | 5   | 13.5 | 2.1 | 4.1 | .507 | 0.2 | 0.5 | .375 | 0.6 | 0.8 | .769  | 0.5   | 0.9    | 1.4 | 0.6  | 0.6 | 0.1 | 0.6 | 2.3 | 5.0 |
| 2000-01   | 25   | Minnesota    | NBA  | 14 | 0   | 4.2  | 0.6 | 1.3 | .500 | 0.0 | 0.0 |      | 0.1 | 0.2 | .667  | 0.2   | 0.2    | 0.4 | 0.3  | 0.2 | 0.0 | 0.0 | 1.4 | 1.4 |
| Total     |      |              | NBA  | 68 | 5   | 11.1 | 1.8 | 3.5 | .511 | 0.1 | 0.4 | .360 | 0.5 | 0.7 | .739  | 0.4   | 0.8    | 1.2 | 0.5  | 0.5 | 0.0 | 0.5 | 2.0 | 4.2 |